# Herbsheim
Herbsheim település Franciaországban, Bas-Rhin megyében. Lakosainak száma 963 fő (2022. január 1.). Herbsheim Benfeld, Boofzheim, Gerstheim, Obenheim, Rossfeld és Sand községekkel határos.

## Népesség
A település népességének változása:
| Lakosok száma | 909  | 914  | 926  | 925  | 930  | 937  | 946  | 954  | 963  |
|               | 2013 | 2015 | 2016 | 2017 | 2018 | 2019 | 2020 | 2021 | 2022 |